# Soul Revolution
 (mai 2023).
Si vous disposez d'ouvrages ou d'articles de référence ou si vous connaissez des sites web de qualité traitant du thème abordé ici, merci de compléter l'article en donnant les références utiles à sa vérifiabilité et en les liant à la section « Notes et références ».
Albums de Bob Marley and the Wailers
Soul Rebels
(1970) Soul Revolution Part II
(1971)
Soul Revolution est un album de Bob Marley sorti en 1971.

## Titres
1. Keep On Moving
2. Don't Rock My Boat
3. Put It On
4. Fussing And Fighting
5. Duppy Conqueror
6. Memphis
7. Soul Rebel
8. Riding High
9. Kaya
10. African Herbsman
11. Stand Alone
12. Sun Is Shining
13. Brain Washing
14. Mr. Brown